# Robinieae
Robinieae — триба рослин з родини бобових (Fabaceae).

## Роди
Інформація про видовий склад і поширення згідно з Plants of the World Online:
- Coursetia — містить 39 видів з Північної й Південної Америки
- Genistidium — містить 1 вид з Північної Америки
- Gliricidia — містить 5 видів з Північної й Південної Америки
- Hebestigma — містить 1 вид-ендемік Куби
- Lennea — містить 3 види з Центральної Америки
- Olneya — містить 1 вид з Північної Америки
- Peteria — містить 4 види з Північної Америки
- Poissonia — містить 5 видів з Південної Америки
- Poitea — містить 12 видів з Центральної Америки
- Robinia (робінія) — містить 4 види з Північної Америки
- Sphinctospermum — містить 1 вид з Північної Америки